# انشمار البصر
انشِمَارُ البَصَر أو الغَطَش (بالإنجليزية: Anopsia)‏ هو خلل جزئي أو كلي في المجال البصري.

## أنواع العمى الجزئي
- عمى شقي
- عمى نصفي متوافق
- عمى شقي متغاير الجانب
- عمى الشقين الأنفيين
- عمى نصفي صدغي مزدوج
- عمى شقي علوي
- عمى شقي سفلي
- عمى ربعي(فقد ربع المجال البصري)